# Emiliano Mercado del Toro
Emiliano Mercado del Toro (Cabo Rojo, 21 de agosto de 1891 — Isabela, 24 de janeiro de 2007) foi um cidadão de Porto Rico (território livre associado aos EUA), considerado a pessoa mais velha do mundo à data da sua morte.

## Biografia
Mercado nasceu na ilha de Porto Rico quando esta ainda era uma colônia espanhola.
Em 1918 foi convocado para a Primeira Guerra Mundial pelo exército dos Estados Unidos da América e, embora não tenha participado diretamente nas batalhas, pois o conflito estava acabando, é considerado oficialmente o veterano que mais tempo viveu.
Trabalhou nas plantações de cana-de-açúcar da ilha. Nunca casou nem teve filhos.
Em 1993, aos 102 anos, recebeu uma condecoração do então presidente norte-americano Bill Clinton, quando eram celebrados os 75 anos do fim da Primeira Grande Guerra.
Foi decano da Humanidade entre 11 de Dezembro de 2006, quando Elizabeth "Lizzie" Bolden faleceu numa clínica de Memphis, aos 116 anos até à data da sua morte. Sucedeu-lhe no título Emma Faust Tillman, de 114 anos.
Emiliano del Toro faleceu na sua casa, em 24 de janeiro de 2007, aos 115 anos e 156 dias, em consequência de problemas respiratórios.